# Конгруэнтная подгруппа
Конгруэнтная подгруппа (конгруэнц-подгруппа) — подгруппа группы матриц с целыми коэффициентами, определённая отношением
конгруэнтности на элементах группы. Например, конгруэнтна подгруппа невырожденных матриц с
определителем, равным 1, таких, что недиагональные элементы — чётные. В общем случае понятие
конгруэнтной подгруппы может быть определено для арифметических подгрупп
алгебраических групп; таких, для которых определено понятие интегральной структуры и определены редукции
по модулю целого числа.
Наличие конгруэнтных подгрупп арифметической группы показывает, что группа является остаточно конечной.
Важный вопрос об алгебраической структуре арифметической группы — задача о конгруэнтной подгруппе: все ли подгруппы
конечного индекса являются конгруэнтными.
Конгруэнтные подгруппы матриц {\displaystyle 2\times 2} — фундаментальные объекты в классической теории модулярных форм, в современной теории автоморфных форм вместо них используются конгруэнтные
подгруппы более общих арифметических групп.